# كين سوتون
كين سوتون هو لاعب هوكي الجليد كندي، ولد في 5 نوفمبر 1969 في إدمونتون في كندا.

## وصلات خارجية
- كين سوتون على موقع دوري الهوكي الوطني (الإنجليزية)
- كين سوتون على موقع EliteProspects.com (الإنجليزية)
- كين سوتون على موقع HockeyDB.com (الإنجليزية)
- كين سوتون على موقع Hockey-Reference.com (الإنجليزية)